# شيخ تيوتي
شيخ إسماعيل تيوتي (بالفرنسية: Cheik Tioté)‏‏ (21 يونيو 1986 – 5 يونيو 2017) لاعب كرة قدم عاجي سابق لعب لصالح نادي نيوكاسل الإنجليزي. توفي في 5 يونيو 2017 أثناء التدريب مع ناديه الأخير، بكين إنتربرايزس 

## الأهداف الدولية
أهداف ساحل العاج تظهر أولًا
| # | التاريخ       | الملعب                                      | المنافس | الهدف | النتيجة | البطولة                  |
| - | ------------- | ------------------------------------------- | ------- | ----- | ------- | ------------------------ |
| 1 | 3 فبراير 2013 | ملعب رويال بافوكينغ، روستنبرغ، جنوب أفريقيا | نيجيريا | 1–1   | 1–2     | كأس الأمم الأفريقية 2013 |

### الأندية
أندرلخت

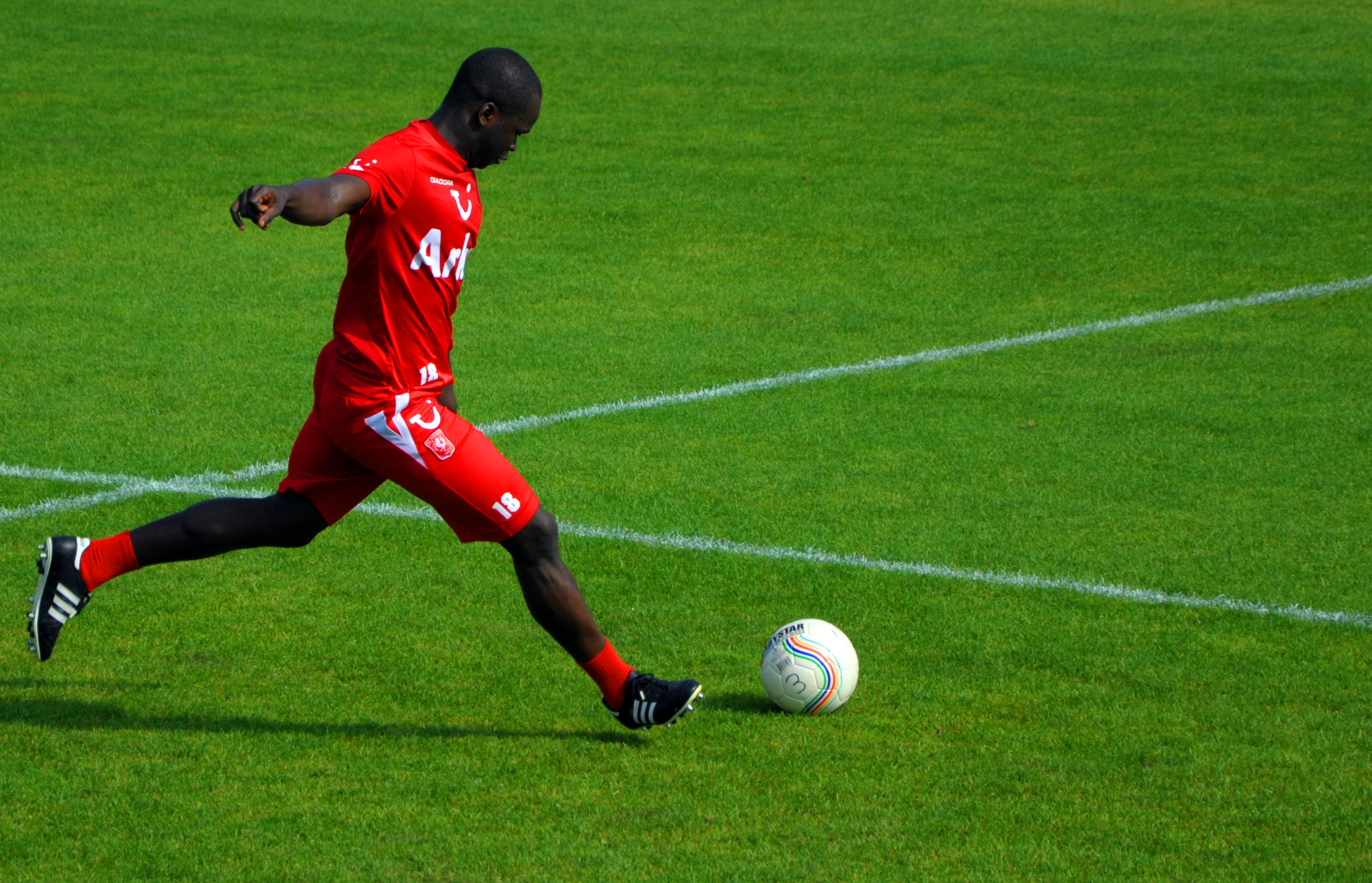
تيوتي مع توينتي

- الدوري البلجيكي الممتاز: 2005–06، 2006–07
- كأس السوبر البلجيكي: 2006، 2007

رودا ياي سي
- كأس هولندا الوصيف: 2007–08

تفينتي
- الدوري الهولندي الممتاز: 2009–10
- كأس السوبر الهولندي: 2010
- كأس هولندا الوصيف: 2008–09

### المنتخب
ساحل العاج
- كأس الأمم الأفريقية: 2015

## وفاته
في تاريخ 5 يونيو 2017 توفي شيخ تيوتي في الصين أثر أزمة قلبية بعد تدريبات فريقه الصيني.

## روابط خارجية
- شيخ تيوتي على موقع الاتحاد الدولي (مؤرشف)  (الإنجليزية)
- شيخ تيوتي على موقع الاتحاد الأوربي (الإنجليزية)
- شيخ تيوتي على موقع قاعدة بيانات كرة القدم.إي يو (الإنجليزية)
- شيخ تيوتي على موقع ليكيب (الفرنسية)
- شيخ تيوتي على موقع ناشيونال فوتبول تيمز (الإنجليزية)
- شيخ تيوتي على موقع Soccerbase.com (لاعب) (الإنجليزية)
- شيخ تيوتي على موقع Soccerway.com (الإنجليزية)
- شيخ تيوتي على موقع عالم كرة القدم.نت (الإنجليزية)
- شيخ تيوتي على موقع AS.com (الإسبانية)